# Перевоз (село, Зиминский район)
Перевоз — село в Зиминском районе Иркутской области России. Входит в состав Кимильтейского муниципального образования. 

## География
Находится примерно в 14 км к северу от районного центра.

## Население
| 2002 | 2011 | 2012 |
| ---- | ---- | ---- |
| 106  | ↗410 | ↗435 |

По данным Всероссийской переписи, в 2010 году в селе проживало 411 человек (204 мужчины и 207 женщин).